# Tevita Cavubati
Tevita Cavubati (12 de agosto de 1987) é um jogador de rugby fijiano, que joga na posição de forward.

## Carreira
Tevita Cavubati integrou o elenco da Seleção de Rugby Union de Fiji na Copa do Mundo de Rugby Union de 2015.